# Terrorisme en 1949

## Événements

### Septembre
- 9 septembre, Canada : Albert Guay commet un attentat en posant une bombe dans un Douglas DC-3, faisant ainsi vingt-trois victimes[1],[2]. Cet attentat, connu sous le nom de Sault-au-Cochon est le premier à être commis à l'encontre d'un avion dans l'Histoire[1],[2].